# 塔尔法拉谷
塔尔法拉谷（瑞典语： 或 ）是瑞典基律纳市镇的一个山谷。几个冰川汇入山谷，从1946年开始在塔尔法拉研究站进行关于冰川的研究。